# Hagen Kearney
Hagen Kearney (* 6. November 1991 in Bradford) ist ein US-amerikanischer Snowboarder. Er startet in der Disziplin Snowboardcross.

## Werdegang
Kearney debütierte im Snowboard-Weltcup im November 2011 in Telluride und belegte dabei den 46. Platz.
Im März 2012 erreichte er in Chiesa in Valmalenco mit dem fünften Platz seine erste Top-Zehn-Platzierung im Weltcup. Bei den Snowboard-Weltmeisterschaften 2013 in Stoneham errang er den 20. Platz. Bei den Winter-X-Games 2014 in Aspen gelang ihn der neunte Platz und im folgenden Jahr den 19. Platz. In der Saison 2015/16 kam er bei sieben Weltcupstarts zweimal unter die ersten Zehn und erreichte damit den 17. Platz im Snowboardcrossweltcup. Im Januar 2016 belegte er bei den Winter-X-Games 2016 den elften Platz.
Zu Beginn der Saison 2016/17 holte er in Montafon seinen ersten Weltcupsieg. Im weiteren Saisonverlauf erreichte er vier Top-Zehn-Platzierungen und zum Saisonende den fünften Platz im Snowboardcross-Weltcup.
Beim Saisonhöhepunkt den Snowboard-Weltmeisterschaften 2017 in Sierra Nevada wurde er Neunter und holte im Teamwettbewerb zusammen mit Nick Baumgartner die Goldmedaille. Im folgenden Jahr errang er bei den Olympischen Winterspielen in Pyeongchang den 13. Platz. In der Saison 2020/21 wurde er mit Platz drei in Chiesa in Valmalenco und Rang zwei in Veysonnaz Fünfter im Weltcup. Bei den Snowboard-Weltmeisterschaften 2021 errang er den 14. Platz im Einzel und den vierten Platz im Teamwettbewerb.
Im Februar 2022 nahm Kearney an den Olympischen Winterspielen 2022 in Peking teil. Dabei belegte er den 17. Platz. Während der Spiele erhob seine ehemalige Teamkollegin Callan Chythlook-Sifsof Vorwürfe rassistischen Fehlverhaltens gegen ihn.
Kearney nahm bisher an 64 Weltcups teil und kam dabei 23-mal unter die ersten Zehn. Im Nor-Am Cup holte er bisher fünf Siege und belegte in der Saison 2011/12 den dritten und in der Saison 2012/13 den siebten Platz in der Snowboardcrosswertung. (Stand: Saisonende 2021/22)

## Teilnahmen an Weltmeisterschaften und Olympischen Winterspielen

### Olympische Winterspiele
- 2018 Pyeongchang: 13. Platz Snowboardcross
- 2022 Peking: 17. Platz Snowboardcross

### Snowboard-Weltmeisterschaften
- 2013 Stoneham: 20. Platz Snowboardcross
- 2017 Sierra Nevada: 1. Platz Snowboardcross Team, 7. Platz Snowboardcross
- 2021 Idre: 4. Platz Snowboardcross Team, 14. Platz Snowboardcross

## Weltcupsiege und Weltcup-Gesamtplatzierungen

### Weltcupsiege
| Nr. | Datum             | Ort      |
| --- | ----------------- | -------- |
| 1.  | 16. Dezember 2016 | Montafon |

### Weltcup-Gesamtplatzierungen
| Saison  | Platz | Punkte    |
| ------- | ----- | --------- |
| 2011/12 | 24.   | 0726      |
| 2012/13 | 25.   | 0812      |
| 2013/14 | 31.   | 0427      |
| 2014/15 | 37.   | 0130      |
| 2015/16 | 17.   | 001199,40 |
| 2016/17 | 05.   | 2580      |
| 2017/18 | 16.   | 1938      |
| 2018/19 | 14.   | 1085      |
| 2019/20 | 12.   | 1330      |
| 2020/21 | 05.   | 0246      |
| 2021/22 | 30.   | 65        |
| 2022/23 | 24.   | 106       |
| 2023/24 | 40.   | 39        |
| 2024/25 | 46.   | 19        |